# Tjärby församling
Tjärby församling var en församling i Göteborgs stift. Församlingen uppgick 1998 i Veinge-Tjärby församling.
Församlingskyrka var Tjärby kyrka.

## Administrativ historik
Församlingen har medeltida ursprung. Församlingen var till 1998 annexförsamling i pastoratet Veinge och Tjärby. Församlingen uppgick 1998 i Veinge-Tjärby församling.
Församlingskod var 138110  